# کامرون مایر
کامرون مایر (اسپانیایی: Cameron Meyer‎؛ زادهٔ ۱۱ ژانویهٔ ۱۹۸۸) دوچرخه‌سوار اهل استرالیا است.
از باشگاه‌هایی که در آن رکاب زده‌است می‌توان به کنندیل–دراپاک، تیم اوریکا–اسکات، تیم دایمنشن دیتا، و تیم اوریکا–اسکات اشاره کرد.
وی در مسابقات کشوری و بین‌المللی در مجموع برندهٔ ۱۳ مدال طلا، ۴ مدال نقره، ۳ مدال برنز شده‌است.